# Agricultura de conservación
La agricultura de conservación del suelo, según la FAO, comprende una serie de técnicas que tienen como objetivo fundamental conservar, mejorar y hacer un uso más eficiente de los recursos naturales mediante un manejo integrado del suelo, agua, agentes biológicos e insumos externos.Su práctica comprende la aplicación de tres principios interrelacionados: mínima o ninguna alteración mecánica del suelo, biomasa (cobertura del suelo) y la diversificación de especies de cultivos.
La práctica de una agricultura de conservación es beneficiosa para la agricultura, el medio ambiente y el agricultor. Se busca la conservación máxima del suelo, un recurso no renovable, ya que el verdadero problema de la agricultura es su pérdida y degradación. Para evitar la pérdida de suelo hay que adoptar técnicas como la reducción y minimización de labores (de arado y labranza), la rotación de cultivos (implica un cambio en los tipos de raíz de los cultivos), el uso racional de fertilizantes químicos, la utilización de los restos vegetales de las cosechas como medio natural de protección y fertilización de los suelos, consiguiendo aumentar sus niveles de materia orgánica, mejorando su estructura de los mismos y manteniendo la productividad de los cultivos.Reducir el uso de fertilizantes por medio de la agricultura de conservación es una de las técnicas que ayudan a reducir las emisiones de gases de efecto invernadero, incluso aumenta el secuestro de carbono en el suelo.
Adoptando estas técnicas agrícolas:
- Se reduce la erosión del suelo, y con ello su pérdida.[4]
- Se evita la contaminación de las aguas subterráneas y superficiales.
- Se mantiene la producción durante más años.
- Se logra mantener la propiedad del suelo como sumidero de carbono para reducir la concentración de dióxido de carbono en la atmósfera como contingencia al cambio climático.
- Se reducen las emisiones de CO2 a la atmósfera como consecuencia directa de la disminución de labores y el uso de maquinaría.
- Se reduce la contaminación del suelo.
- Se incrementa la capacidad de retención eficiente de agua en los suelos y se evitan las escorrentías superficiales.
- Se aumentan los márgenes económicos por hectárea.

La Agricultura de conservación es un sistema de producción agrícola sostenible que comprende un conjunto de prácticas agrarias adaptadas a las condiciones locales de cada región y a las exigencias del cultivo, cuyas técnicas y el manejo del suelo evitan que se erosione y degrade, mejoran su calidad y biodiversidad y contribuyen al buen uso de los recursos naturales, como el agua y el aire, sin menoscabar los niveles de producción de las explotaciones.

## Prácticas agrarias que la forman

### Siembra directa

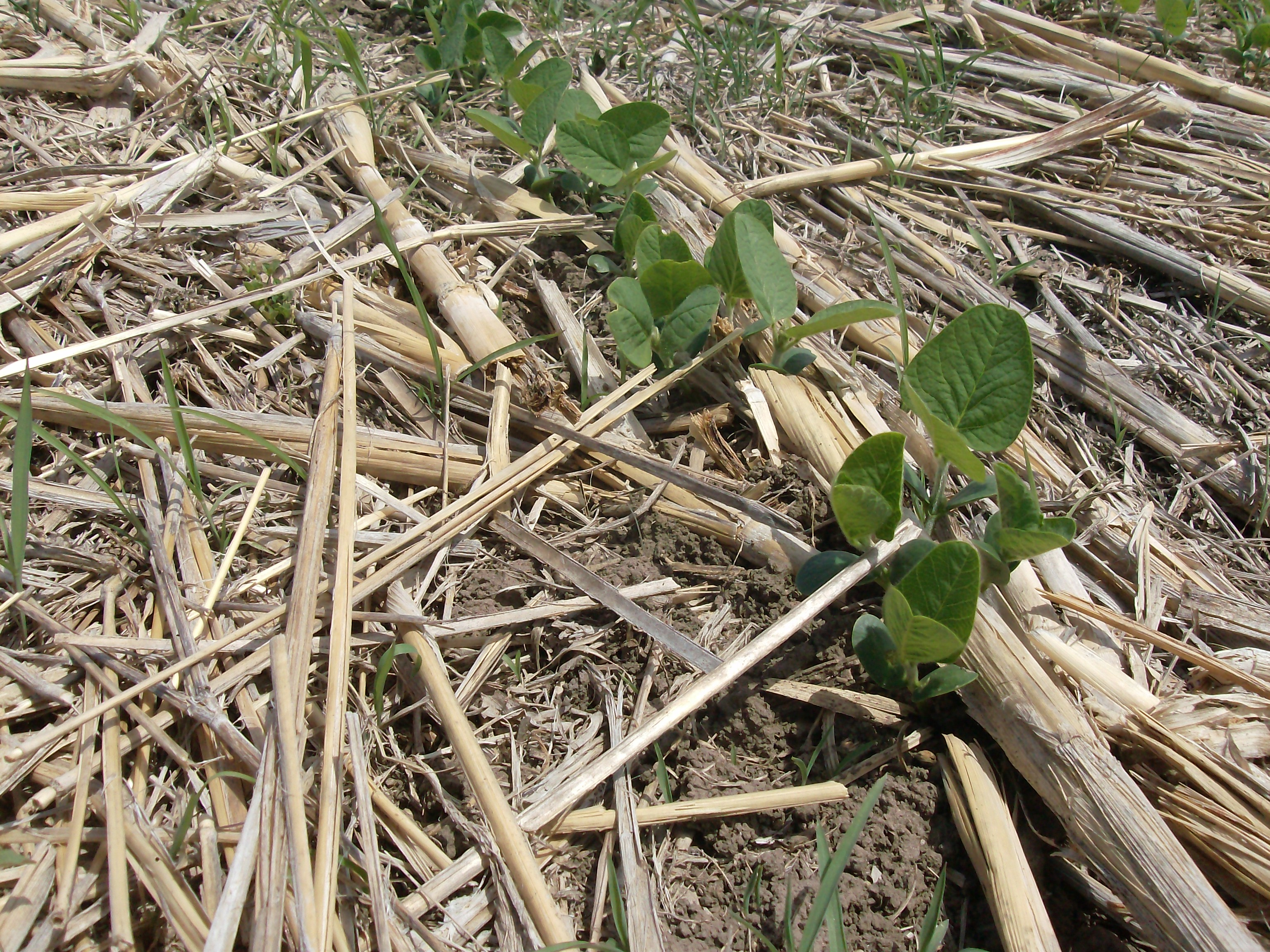
Soja en siembra directa sobre rastrojo de sorgo granífero

La siembra directa (o agricultura sin labranza) es una práctica agrícola en cultivos anuales, en la que no se realizan labores; al menos el 30% de su superficie se encuentra protegida por restos vegetales, y la siembra se realiza con maquinaria habilitada para sembrar sobre los restos del cultivo anterior.

### Mínimo laboreo
Práctica en cultivos anuales, en la que las únicas labores de alteración del perfil del suelo que se realizan son de tipo vertical y que permitan que, al menos, entre el 20% y 30% de su superficie se encuentre protegida por restos vegetales.

### Cubiertas
Práctica en cultivos leñosos, en la que al menos, un 30% de la superficie del suelo libre de copa, se encuentra protegida por una cobertura viva o inerte.

## Beneficios medioambientales
- Para el suelo: reducción de la erosión, incremento en los niveles de materia orgánica, mejora de la estructura, mayor biodiversidad, incremento de la fertilidad natural del suelo
- Para el aire: fijación de carbono, menor emisión de CO2 a la atmósfera
- Para el agua: menor escorrentía, menor contaminación de aguas superficiales, mayor capacidad de retención de agua, menor riesgo de inundaciones
- Para el agricultor: mayor estabilidad en las producciones, menor uso de energía y reducción de costos

### Disminución de los procesos erosivos
Reconocido por múltiples estudios científicos, uno de los métodos más efectivos para luchar contra la erosión es mantener el suelo cubierto con los restos de la cosecha anterior o de cubiertas vegetales que mantienen sus sistemas radiculares, con lo que se minimiza el impacto directo de las gotas de lluvia, se favorece el incremento de la infiltración y la consecuente reducción de la escorrentía y una disminución del poder erosivo de las aguas de escorrentía que aún se produzcan (Martínez Raya, 2005). Esta disminución será tanto más efectiva cuanto mayor sea la cobertura del suelo y por tanto cuanto menor sea el enterrado de los residuos a través de las operaciones de laboreo.
En general, aunque existen variaciones en función del tipo de suelo y condiciones locales, las técnicas conservacionistas de siembra directa y laboreo de conservación reducen la erosión del suelo hasta en un 90% y 60%, respectivamente, en comparación con el laboreo convencional.

### Mejora de los contenidos de materia orgánica
La materia orgánica se relaciona con la mayoría de los procesos, por no decir con todos, que ocurren en el suelo. La calidad de un suelo está determinada principalmente por su contenido en materia orgánica, si bien este es variable y muy sensible a los sistemas de manejo el suelo. En las condiciones del sur de España, destacamos la importancia de la materia orgánica en la formación de la estructura del suelo, frenando la erosión y el aumento del agua que se puede retener en el perfil, de especial interés en los secanos andaluces. Está ampliamente investigado que cuando se cambia de la agricultura convencional (laboreo intenso) a la de conservación, el contenido en materia orgánica del suelo aumenta con el tiempo, con todas las consecuencias positivas que ello conlleva (Giráldez et al, 1995, 2003).
En ensayos realizados en la finca Tomejil en Carmona (provincia de Sevilla, España), tras más 19 años de ensayo en siembra directa, comparando con el convencional, se han fijado 18 t/ha de carbono en un perfil de suelo de 52 cm. El suelo ha aumentado en torno al 40% su contenido en materia orgánica (Ordóñez et al, 2006).

### Sumidero de carbono
Disminución de las emisiones directas de CO2 a la atmósfera.
Cuanto menos se labra, el suelo absorbe y almacena más carbono, y por consiguiente sintetiza más materia orgánica, lo que a largo plazo aumenta su capacidad productiva, y al mismo tiempo disminuye el CO2 que se libera a la atmósfera, al no “quemarse” el carbono con el oxígeno debido al laboreo. Dejar el suelo sin su piel es la primera causa de emisiones de CO2, o sea, el suelo en vez de capturar transfiere a la atmósfera CO2 tomando el camino hacia la desertificación, a un cierto punto ya no importa cuanto llueva o se riegue, un suelo sin carbono no retiene agua.
Hay que tener en cuenta el ahorro considerable de gasoil que conlleva la puesta en práctica de la agricultura de conservación, al no tener que hacer tantas labores en campo como el convencional. Trabajos realizados en la Vega de Carmona (Perea y Gil, 2006) ofrecen datos sobre este asunto. Como resumen se puede decir que la siembra directa, con respecto al laboreo convencional, en una alternativa de trigo-girasol, puede suponer un ahorro de gasoil de 70 litros por hectárea aproximadamente.
El contenido de carbono del suelo se incrementa anualmente en una cantidad de 1 o más toneladas por hectárea y año, de acuerdo a datos procedentes de ensayos realizados en Andalucía por investigadores del IFAPA (Ordóñez et al, 2006).
En este aspecto, la agricultura de conservación puede ser clave para reducir las emisiones de gases con efecto invernadero, a la par de fijar carbono atmosférico por la eliminación del laboreo. Como refrendo, en España se ha declarado la agricultura de conservación como actividad sumidero de CO2 en el Real Decreto 1866/2004 por el que se aprueba el Plan Nacional de Derechos de Emisión 2005-07.

### Aumento de la biodiversidad
Los sistemas agrícolas con abundantes restos de cosecha sobre el suelo proveen alimento y refugio a muchas especies animales durante períodos críticos de su ciclo de vida. De ahí que con la agricultura de conservación prosperen gran número de especies de pájaros, pequeños mamíferos, reptiles, y lombrices, entre otros.
Asimismo, la agricultura de conservación permite el desarrollo de una estructura viva en el suelo, más estratificada, más rica y diversa en organismos tales como microorganismos, nematodos, lombrices e insectos. La gran mayoría de las especies que constituyen la fauna del suelo son beneficiosas para la agricultura y contribuyen de alguna forma a la formación del suelo, a la movilización de nutrientes y al control biológico de los organismos considerados como plagas.
En el caso de lombrices, en ensayos realizados en España, en siembra directa se han alcanzado 200 individuos por metro cuadrado en los primeros 20 cm de suelo, frente a apenas 30 individuos en agricultura convencional (Cantero et al, 2004). En siembra directa, esta cifra equivale a unos 600 kg de biomasa por hectárea, casi un 700% más que en convencional.

### Mejora de las aguas superficiales
El rastrojo, o restos vegetales de la cosecha anterior sobre el suelo que caracteriza a la agricultura de conservación, retienen en gran medida los fertilizantes y pesticidas en la zona agrícola en que fueron aplicados, hasta que son utilizados por el cultivo o descompuestos en otros componentes inactivos. Así, las técnicas de conservación no sólo reducen muy considerablemente la escorrentía sino que también propician una fuerte absorción de pesticidas, amonio y fosfatos por los sedimentos. En consecuencia con lo anterior, se ha estimado que mediante la siembra directa y el laboreo de conservación, el arrastre de herbicidas en las aguas se reduce sustancialmente, y de forma similar los nitratos (> 85%) y fosfatos solubles (> 65%). A este respecto, si se comparan diversos métodos de laboreo se puede concluir que mediante la siembra directa se reduce en las aguas superficiales el transporte de herbicidas en un 70%, los sedimentos en un 93% y la escorrentía en un 69%, en comparación con el laboreo convencional de volteo. Se concluye, pues, que las técnicas de siembra directa y laboreo de conservación mejoran sustancialmente la calidad del agua (ECAF, 1999).

### Ahorro de agua
El manejo del suelo influye directamente en las propiedades físicas de éste y con ello en los procesos implicados en el balance de agua y en su aprovechamiento por los cultivos. Así, los contenidos de materia orgánica son superiores en las parcelas bajo siembra directa (SD) y mínimo laboreo (ML) que en las de laboreo convencional (LC). Algo similar ocurre con el porcentaje de agregados estables, siendo superior en las muestras pertenecientes a SD frente a las de LC. Estas diferencias son más notables en el horizonte más superficial, donde los efectos del laboreo son mayores. A medida que se profundiza en el perfil las diferencias se atenúan. También, la capacidad de retención de agua del suelo se modifica por las condiciones de laboreo, siendo superior en las parcelas de SD y en los primeros 20 cm.
La mejora estructural y retención del suelo ya expuesta con anterioridad lleva a una mayor infiltración de agua en el perfil. La presencia de restos vegetales en la superficie hace que haya una menor evaporación de agua. Estos factores unidos dan lugar a una mayor disponibilidad de agua para el cultivo, lo que es de especial interés en las zonas secas (AEAC/SV, 2007).
En cultivos en regadío también es clave este apartado. No por haber agua disponible para riego hay que olvidar el ahorro de este bien escaso. En ensayos hechos en cultivos como el maíz, en la Provincia de Córdoba (España), se ha mostrado un ahorro del 10-15%  de agua gracias al empleo continuado de la siembra directa durante varios años.